# 가미야마다정
가미야마다정(일본어: 上山田町)은 일본 나가노현 사라시나군에 있던 정이다. 
2003년 9월 1일에 고슈시, 하니시나군 도구라정과 합병해 지쿠마시가 되었기 때문에 가미야마다정은 폐지되었다.

## 지리
호쿠신 지방의 나가노 지역에 위치하며 마을 동쪽으로 지쿠마강이 흐르고 있다.

## 역사
- 1868년 - 야마다촌으로부터 가미야마다촌이 개칭되었다.
- 1889년 4월 1일 - 정촌제 시행과 함께 가미야마다촌이 성립하였다.
- 1892년 10월 14일 - 리키이시가 분할해 지카라이시촌이 성립하였다.
- 1949년 11월 3일 - 가미야마다촌이 정으로 승격해 가미야마다정이 되었다.
- 1955년 7월 1일 - 지카라이시촌과 합병해 새로운 가미야마다정이 성립하였다.
- 2003년 9월 1일 - 고슈시, 하니시나군 도구라정과 합병해 지쿠마시가 성립하였다. 동일 가미야마다정은 폐지되었다.

## 교통

### 철도
- 시나노 철도 시나노 철도선

### 도로
- 나가노 자동차도
- 조신에쓰 자동차도
- 국도 18호선